# Дейманівська сільська рада
Дейманівська сільська рада — адміністративно-територіальна одиниця у Пирятинському районі Полтавської області з центром у c. Дейманівка.
Населення — 1147 осіб.

## Населені пункти
Сільраді були підпорядковані населені пункти:
- c. Дейманівка
- с. Прихідьки
- с. Шкурати

## Географія
Територією сільради протіка річка Удай.

## Населення
Згідно з переписом УРСР 1989 року чисельність наявного населення сільської ради становила 1344 особи, з яких 588 чоловіків та 756 жінок.
За переписом населення України 2001 року в сільській раді мешкало 1126 осіб.

### Мова
Розподіл населення за рідною мовою за даними перепису 2001 року:
| Мова       | Відсоток |
| ---------- | -------- |
| українська | 95,12 %  |
| російська  | 4,36 %   |
| молдовська | 0,17 %   |
| білоруська | 0,09 %   |
| інші       | 0,26 %   |